# Parafia św. Anny w Broniszowie
Parafia św. Anny w Broniszowie – parafia rzymskokatolicka z siedzibą w Broniszowie, należąca do diecezji zielonogórsko-gorzowskiej, do dekanatu Kożuchów. W parafii posługują księża diecezjalni.